# リトルドンファン
リトルドンファンはかつて吉本興業東京本社に所属していたお笑いコンビ。2007年に結成し、2009年に解散している。東京NSC11期生。

## メンバー
- 岩切専廣（いわきり たかひろ、1981年5月26日 - ）

立ち位置は向かって右、ツッコミ担当。
福岡県嘉麻市出身。
以前はビーチサンダルの久保（2010年引退）とコンビを組んでいた。
ネタをする時は、だいたい赤のポロシャツを着ていた。
芸人になる事を決意し同時に上京も決めるが、肝心な上京する前日にしこたま酒を飲んで翌朝の予約していた飛行機を逃した。その後なぜかヒッチハイクを敢行し、1500キロの道のりを15時間かけて上京した(2008年12月24日の江村のブログから引用)
後に同期のよっしゃ比留間と「ハイジャンプ」というコンビを組んだが、2010年10月で解散した。
M-1グランプリ2018では「金曜日のロイド」というコンビで3回戦進出。
2019年に「発熱スニーカー」というコンビを組み、ライジング・アップに所属。
M-1グランプリ2022では再び「金曜日のロイド」というコンビで3回戦進出した。
- 江村貴大（えむら たかひろ、1981年6月20日 - ）

立ち位置は向かって左。ボケ担当。
福井県敦賀市出身。福井県立敦賀高等学校、阪南大学経営情報学部卒業。血液型はＢ型。
常にバンダナを頭につけていた。
ヲタク。岩切が江村の自宅に来る時までヲタクであることを隠していた。（家には、パソコンが3台とマンガがずらっと並んでいた　2009年2月11日AGE AGE LIVEより。）
19歳年下の妹がいる。
現在は芸人を引退し、家業の江村工設で働いている。

## 概要
主に漫才。江村がオタクであることから、オタクネタが多い。
2009年7月24日(金)に解散。理由はキングオブコント一回戦を江村がバックれた事が主とされる。江村は7月24日付で芸人としての活動を中止。